# Blockade der Republik Arzach 2022–23

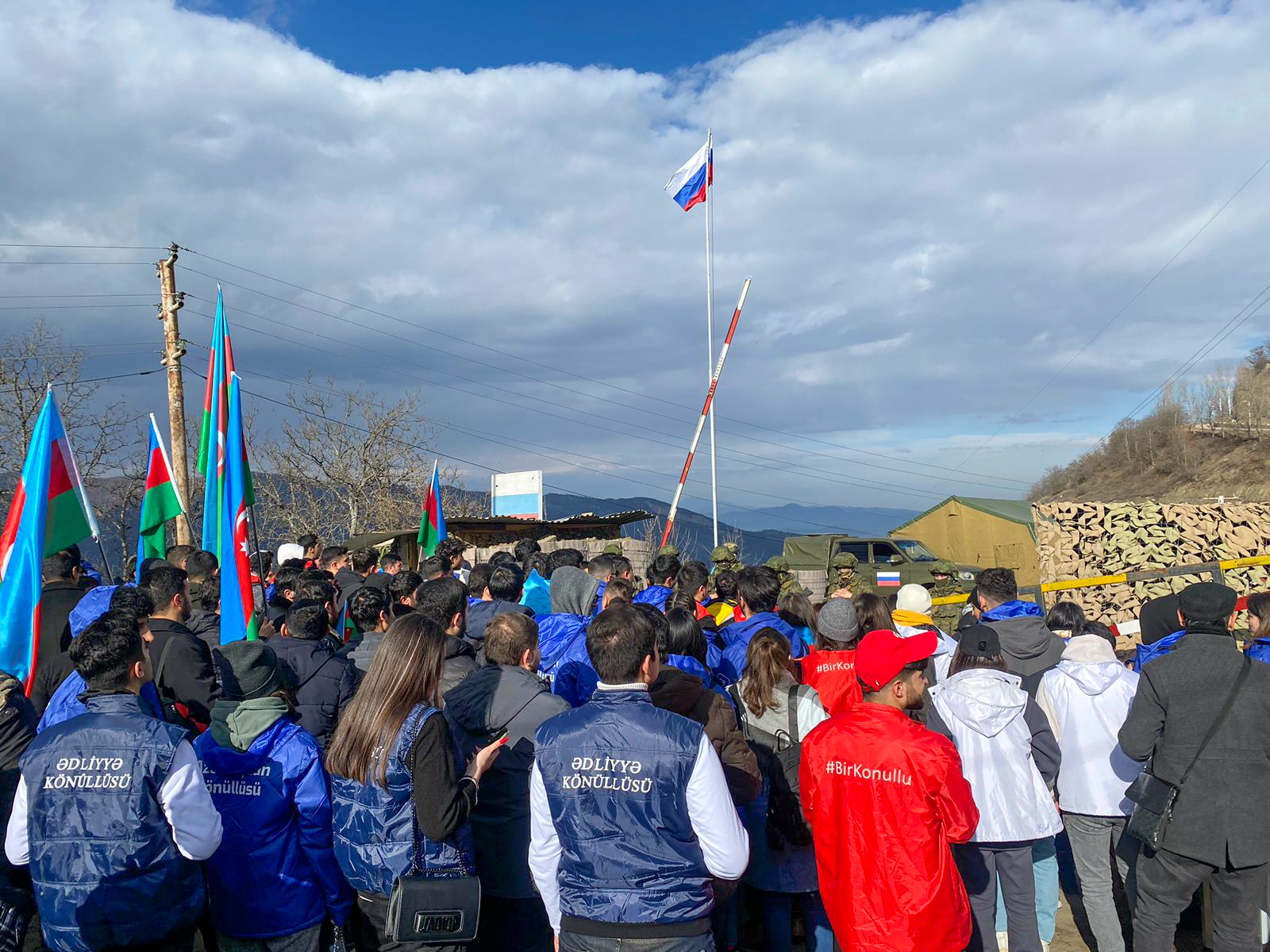
Aserbaidschanische Demonstranten bei der Blockade 2022

Die Blockade der Republik Arzach begann am 12. Dezember 2022, als aserbaidschanische Kräfte den Latschin-Korridor und damit die einzige Straße blockierten, welche die völkerrechtlich nicht anerkannte Republik Arzach mit Armenien verbindet. Der Korridor liegt im Bereich der Şuşa-Dashalty-Kreuzung, die sich in der Verantwortungszone der russischen Friedenssicherungsmission befindet. Aserbaidschan behauptet, die Blockierer seien "Umweltaktivisten".
Mehrere Länder verurteilten die Blockade. Arzach hatte keine regelmäßige Versorgung mehr mit Lebensmitteln, Treibstoff und Medikamenten. Am 13. Dezember hatte Aserbaidschan die Gasversorgung von Armenien nach Arzach unterbrochen.

## Hintergrund
Am 3. Dezember berichtete die Informationszentrale von Arzach, dass eine Gruppe Aserbaidschaner die Autobahn Stepanakert-Goris an der Kreuzung unter Shusha-Dashalty blockiert habe. Nachdem die Straße für 4 Stunden gesperrt war, wurde sie geöffnet, aber Aserbaidschan kündigte an, Spezialisten zum Standort der russischen Friedenstruppen zu schicken.
Am 10. Dezember haben die Ministerien für Wirtschaft und Umweltschutz und natürliche Ressourcen Aserbaidschans eine gemeinsame Erklärung abgegeben, wonach Aserbaidschan mit Umweltbeobachtungen auf dem Territorium der Republik Arzach beginnt. Am selben Tag versuchte eine Gruppe Aserbaidschaner, in die Kashen-Mine einzudringen, aber das Sicherheitspersonal der Mine ließ dies nicht zu.

## Blockade
Am Morgen des 12. Dezember blockierte eine Gruppe Aserbaidschaner, die sich Umweltschützer nennen, die einzige Straße von Armenien nach Arzach. Nach Angaben der Gruppe protestieren sie gegen die Aktionen russischer Friedenstruppen, die angeblich die unrechtmäßige Ausbeutung von Mineralvorkommen in den von ihnen kontrollierten Gebieten vertuschen. Nach einiger Zeit stellten die Demonstranten Zelte mitten auf der Straße auf.
Human Rights Watch berichtete, dass russische Friedenstruppen „auch die Straße verbarrikadierten, um eine weitere Eskalation der Situation zu verhindern, falls die versammelten Menschen zu den Minen in den von Berg-Karabach gehaltenen Gebieten vorrücken würden“, während Aserbaidschan bestreitet, für die Schließung verantwortlich zu sein.
Am Abend des 13. Dezember verlegte Aserbaidschan interne Truppen und Polizeikräfte auf den gesperrten Straßenabschnitt. Laut aserbaidschanischen Medien kamen Militär- und Polizeibeamte der internen Truppen des Innenministeriums Aserbaidschans in das Protestgebiet, um „die Sicherheit der Teilnehmer der Aktion zu gewährleisten“.
Am 22. Februar urteilte der internationale Gerichtshof der Vereinten Nationen, dass Aserbaidschan die Blockade des Latschin-Korridors nach Bergkarabach aufheben muss. Das Gericht folgte damit dem Antrag Armeniens, das beklagt hatte, dass die etwa 120.000 dort lebenden Menschen durch die Blockade keinen ausreichenden Zugang zu Lebensmitteln und medizinischer Hilfe haben. Das Urteil ist bindend.

## Humanitäre Krise

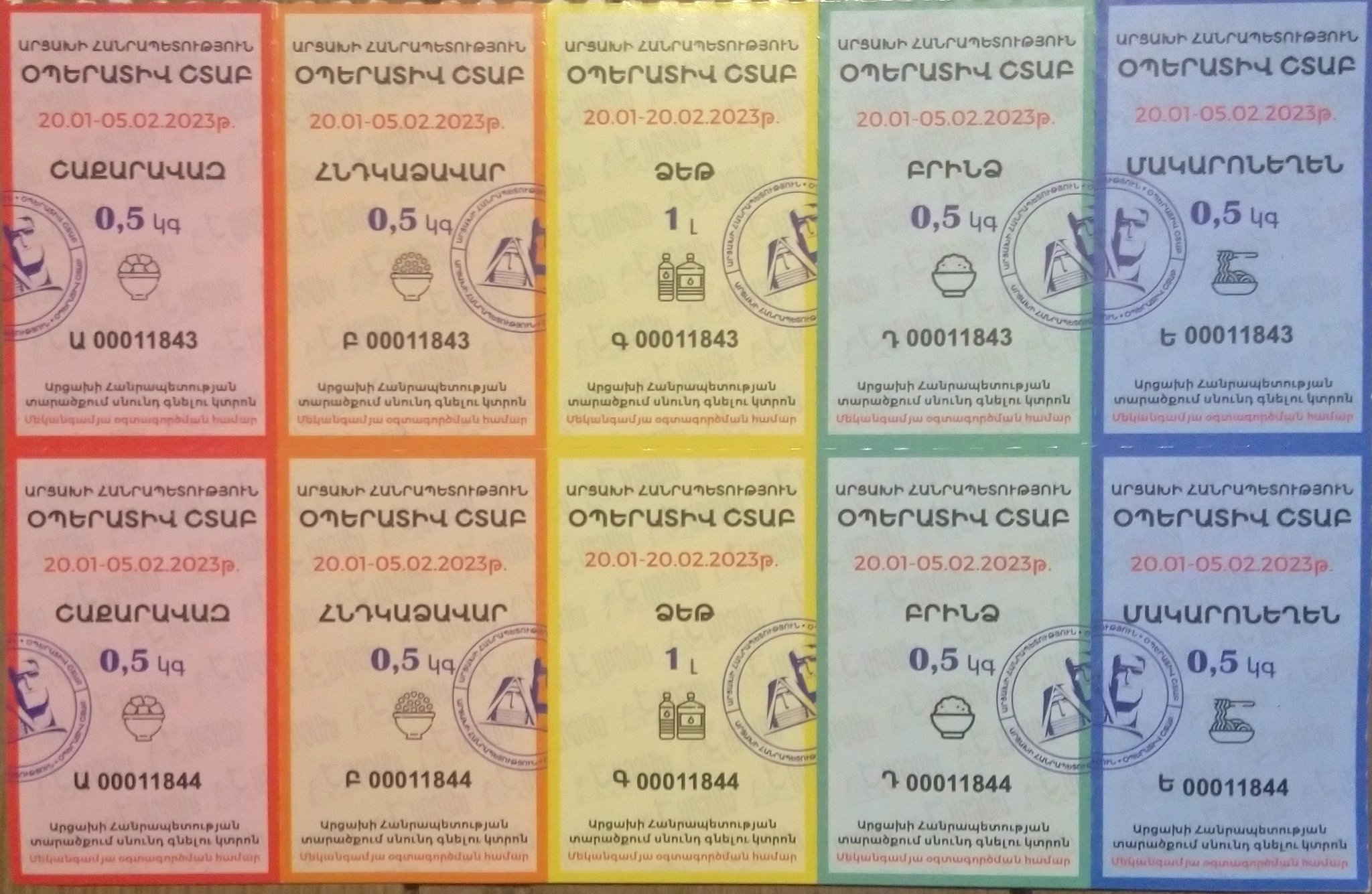
Bezugskarte für Zucker, Buchweizen, Pflanzenöl, Reis, Teigwaren, Arzach, Januar 2023

Das Gesundheitsministerium von Arzach berichtete, dass infolge der Straßensperrung die Überführung von Arzach-Bürgern mit ernsthaften Gesundheitsproblemen nach Eriwan weiterhin unmöglich sei.
Nach Angaben des Menschenrechtsverteidigers von Arzach seien aufgrund der Sperrung der Straße Arzach-Armenien in der Nacht des 12. Dezember 1100 Menschen unter kalten Winterbedingungen auf den Straßen, darunter 270 Kinder.
Das Informationszentrum von Arzach berichtet, dass die Gemeinden Mets Shen, Hin Shen, Yeghtsahogh und Lisagor in der Provinz Shushi tatsächlich umzingelt seien. Es sei unmöglich geworden, Lebensmittel, insbesondere Brot und Mehl, sowie andere Grundbedürfnisse an diese Gemeinden zu liefern.
Am 13. Dezember hatte Aserbaidschan die Gasversorgung von Armenien nach Arzach unterbrochen. Am 16. Dezember berichteten Beamte von Arzach, dass die Gasversorgung wiederhergestellt sei.
Die Gesundheitsbehörden von Arzach berichteten, dass ein Patient, der eine lebensrettende Behandlung benötigte, infolge der Blockade des Lachin-Korridors durch Aserbaidschan gestorben war.
Seit Anfang Januar 2023 kommt es in Arzach immer wieder zu Stromausfällen. Grund hierfür ist ein Defekt der Hochspannungsleitung, die Arzach mit Armenien verbindet. Der Defekt ereignete sich im von Aserbaidschan kontrollierten Gebiet und eine Reparatur wird seitens Aserbaidschans nicht erlaubt.

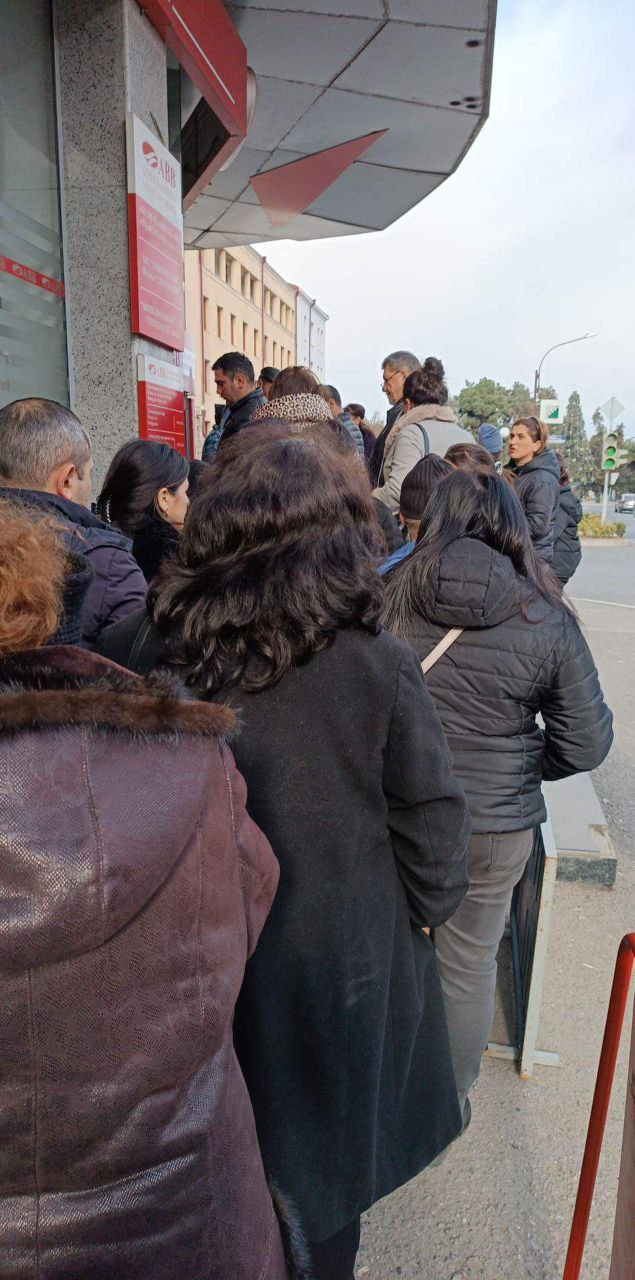
Kundenschlange an einem Lebensmittelladen in Arzach/Bergkarabach
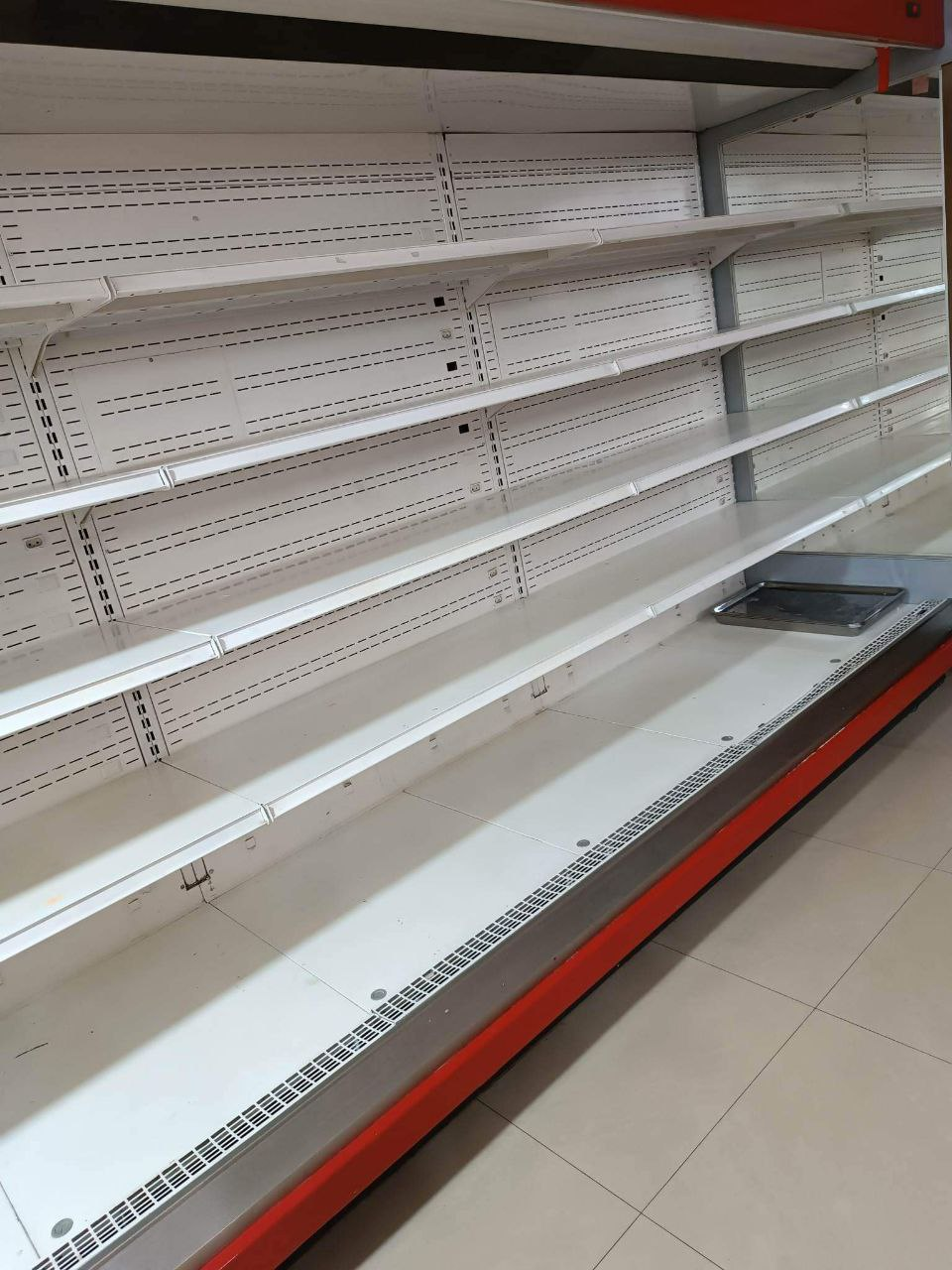
Leere Supermarktregale zur Zeit der Blockade
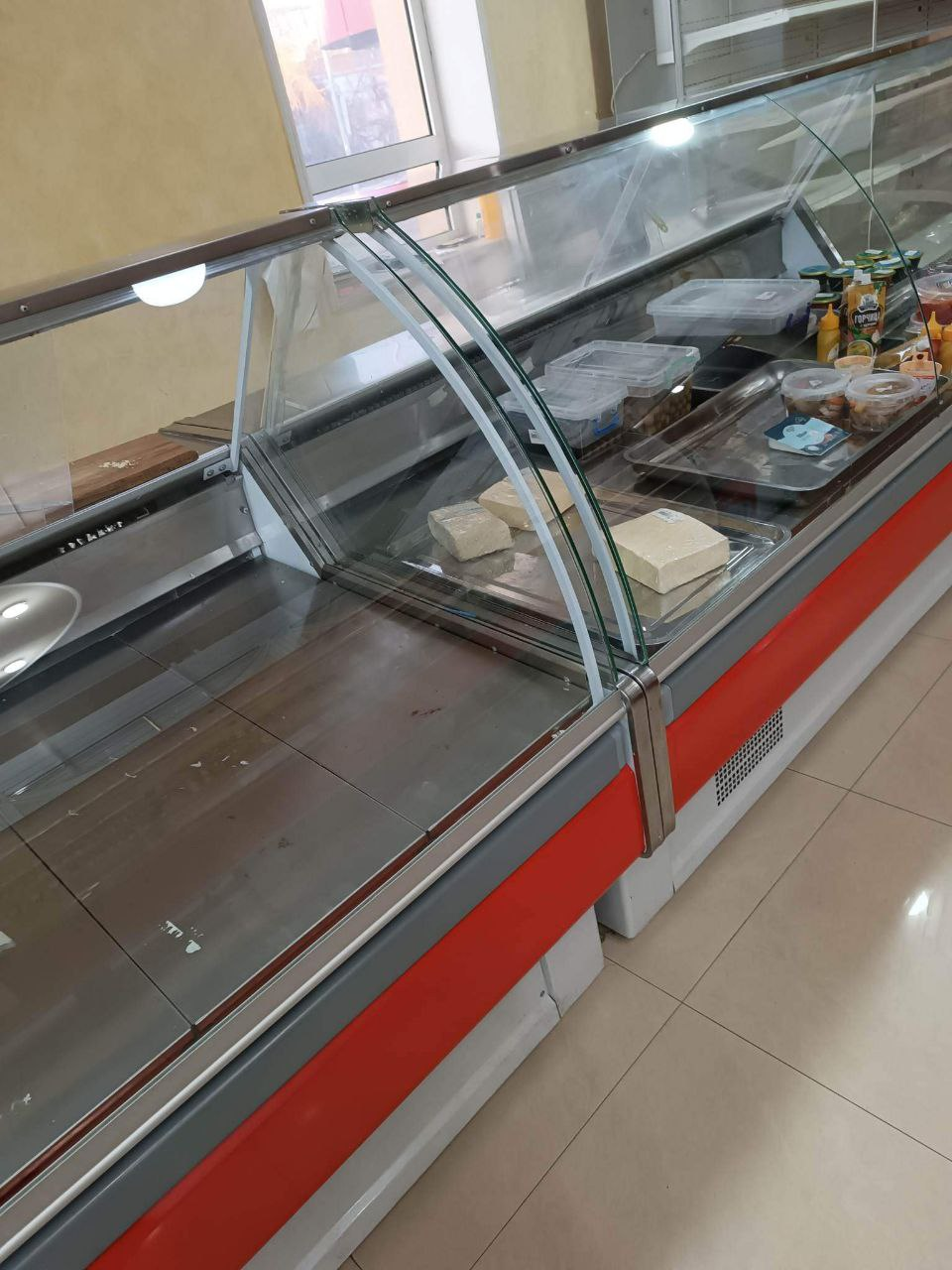
Käsetheke zur Zeit der Blockade
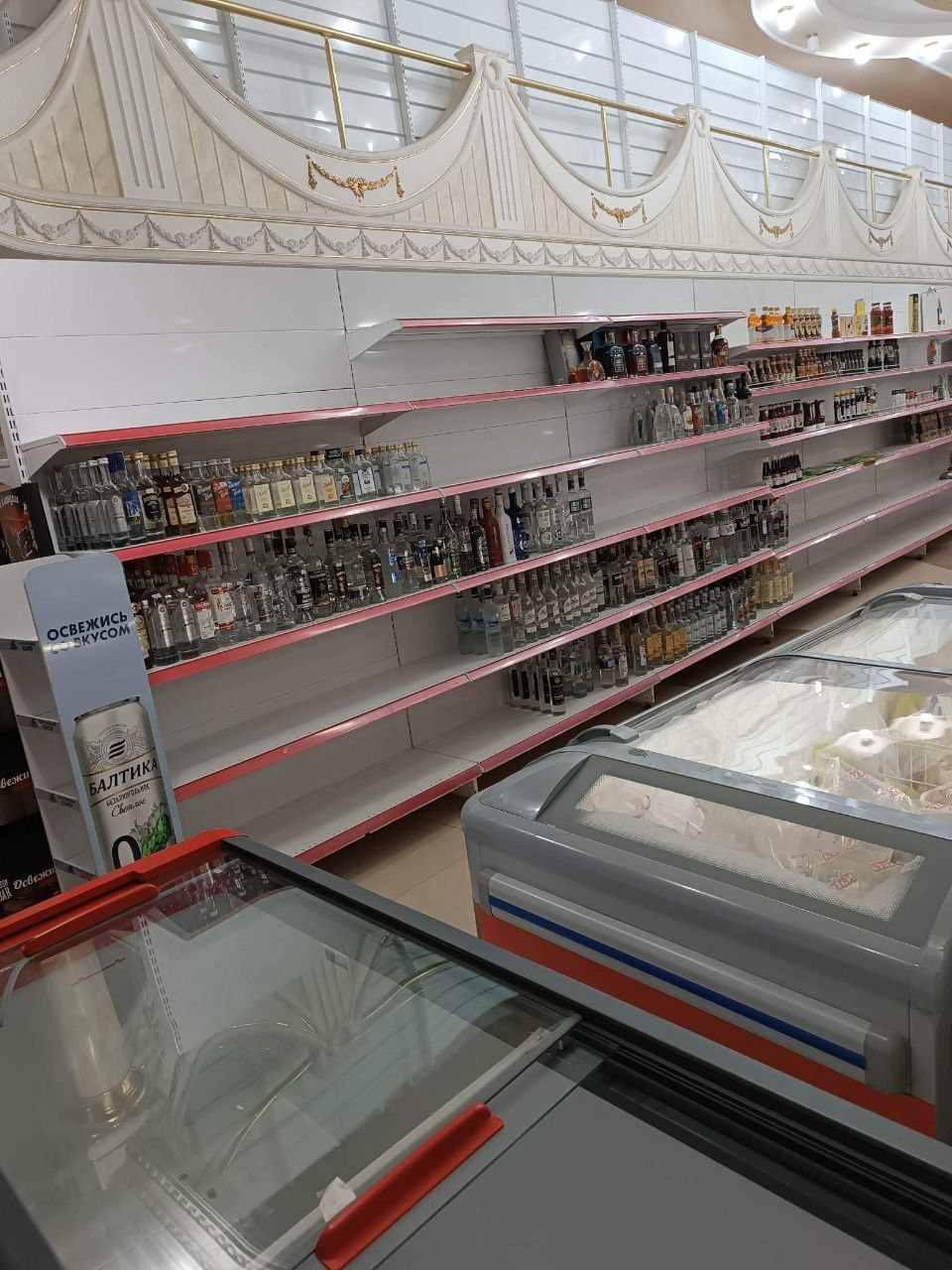
Supermarkt im belagerten Arzach
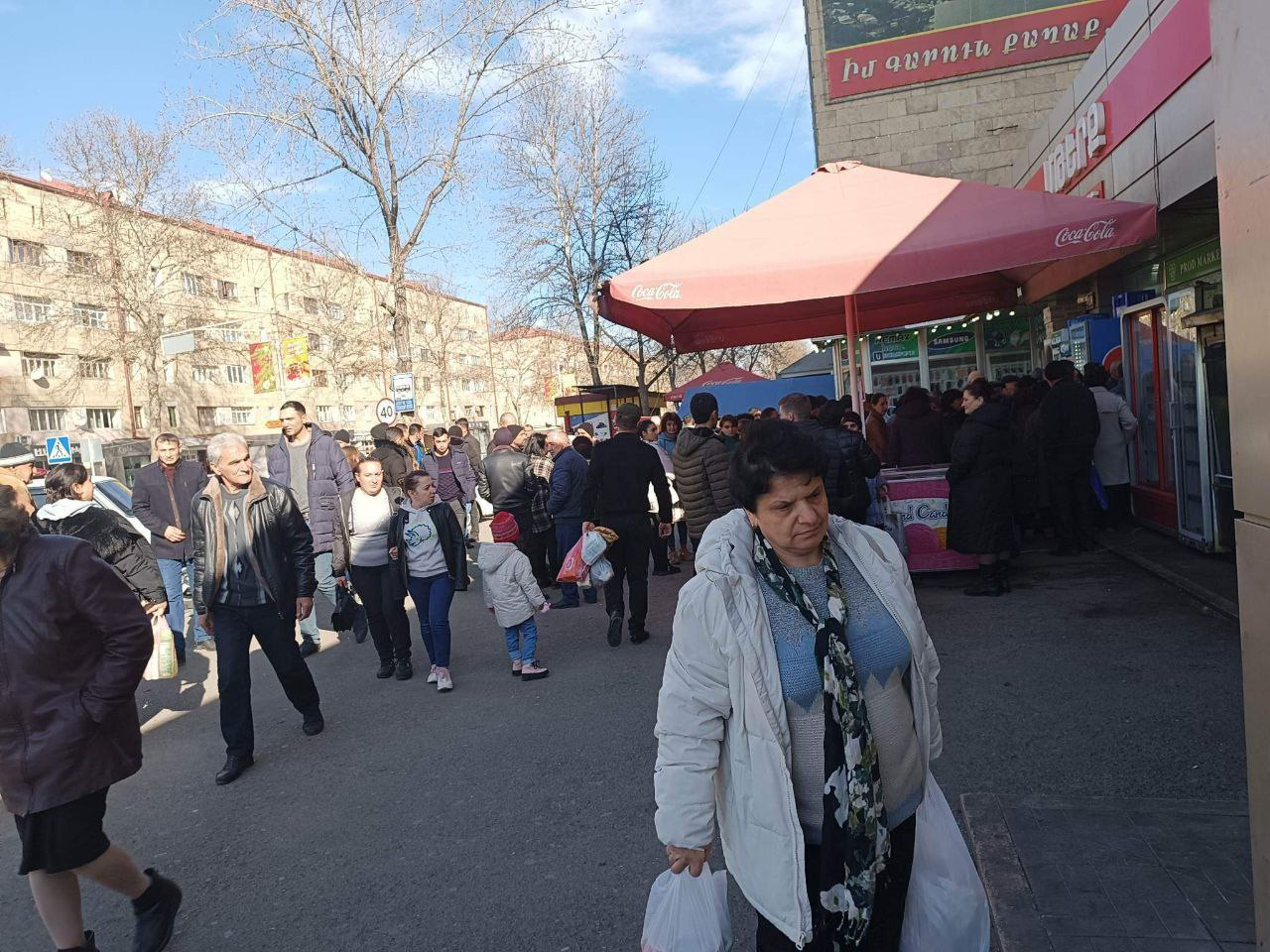
Kundenschlange nach Nahrungsmitteln

## Reaktionen

### Inländisch
- Armenien – Das armenische Außenministerium erklärte, dass die provokativen Aktionen Aserbaidschans zu einer humanitären Katastrophe großen Ausmaßes führen könnten[24]

- Aserbaidschan – Das Außenministerium Aserbaidschans lehnte die Blockade mit der Behauptung ab, dass „zivile Transportmittel sich frei in beide Richtungen bewegen können“, und äußerte „Bereitschaft, die humanitären Bedürfnisse der in Karabach lebenden ethnischen Armenier zu erfüllen“.[25][26]

### International
- Frankreich – Das französische Außenministerium forderte die bedingungslose Freigabe des Lachin-Korridors und die Achtung der Rechte der in Berg-Karabach lebenden Armenier[27]
- Deutschland – Der deutsche Beauftragte für Menschenrechte und humanitäre Hilfe forderte die schnellstmögliche Wiederherstellung des freien Personen-, Fahrzeug- und Warenverkehrs auf dem Lachin-Korridor und wies auf das Risiko schwerwiegender humanitärer Auswirkungen für die Zivilbevölkerung in Berg-Karabach hin.[28]
- Irland – Irland fordert Aserbaidschan auf, die Freiheit und Sicherheit im Lachin-Korridor unverzüglich und bedingungslos wiederherzustellen.[29]
- Vereinigte Staaten – Der Sprecher des US-Außenministeriums, Ned Price, sagte, dass die Schließung des Korridors schwerwiegende humanitäre Folgen habe, und forderte Aserbaidschan auf, die Freizügigkeit durch den Lachin-Korridor wiederherzustellen.[30][31] Der stellvertretende Sprecher des US-Außenministeriums, Vedant Patel, sagte am 16. Dezember, dass die Schließung des Lachin-Korridors möglicherweise schwerwiegende humanitäre Auswirkungen habe, und forderte die schnellstmögliche Wiederherstellung der Bewegungsfreiheit durch den Korridor.[32]

- Europäische Union – Die EU fordert Aserbaidschan auf, die Freizügigkeit zu gewährleisten, und dass Einschränkungen dieser Freizügigkeit der lokalen Bevölkerung erhebliches Leid zufügen und humanitäre Bedenken hervorrufen.[33][34][35]